# پدرو آرایا
پدرو آرایا (اسپانیایی: Pedro Araya‎; ۲۵ ژوئیهٔ ۱۹۲۵ – ۲۲ دسامبر ۱۹۹۸) بازیکن بسکتبال اهل شیلی بود. وی در بازی‌های المپیک تابستانی ۱۹۵۲ و ۱۹۵۶ شرکت کرده‌است.